# کلیر وود
 کلیر وود (انگلیسی: Clare Wood؛ زاده ۸ مارس ۱۹۶۸) یک تنیس‌باز اهل بریتانیا است. 